# Zábiedovo
Zábiedovo je obec na Slovensku v okrese Tvrdošín v údolí Skorušinských vrchů s přístupem směrem na jihovýchod od silnice mezi městy Trstenou a Tvrdošínem. V obci žije 978 obyvatel. První písemná zmínka o obci pochází z roku 1567.

## Partnerská města
- Dobratice, Česko